# Atlético Venezuela Club de Fútbol
O Atlético Venezuela Club de Fútbol, mais conhecido como Atlético Venezuela,  é um clube de futebol venezuelano, sediado na cidade de Caracas e fundado por por Franklin Zeltzer. Atualmente, disputa a Primera División de Venezuela, e disputou um torneio internacional em 2017 pela primeira vez na história, a Copa Sul-Americana de 2017.O time pertencia ao grupo City Football Group o mesmo do Manchester City até o final de 2020, quando foi anunciado o fim da parceria.